# 洮安縣
洮安县，中国旧县名。
清朝末年，设靖安县。因与江西省靖安县重复，1914年改名，因地处洮儿河沿岸，为祈祷此地长久平安，故名。治所在白城子（今吉林省白城市城区）。原属奉天省，1929年改隶辽宁省。满洲国时属龙江省。1947年划属遼北省。1949年划归黑龙江省。1950年更名白城县。与洮南县同属白城专员公署。1958年，白城镇与部分郊区合并，设立白城市（县级市）；白城县余部20个乡镇与洮南县合并，命为洮安县，治所在洮南镇（今吉林省洮南市）。1987年撤销，改置洮南市。